# Woolstone, Gloucestershire
Woolstone är en by i civil parish Oxenton, i distriktet Tewkesbury, i grevskapet Gloucestershire i England. Byn är belägen 8 km från Tewkesbury. Woolstone var en civil parish fram till 1935 när blev den en del av Oxenton. Civil parish hade 85 invånare år 1931. Byn nämndes i Domedagsboken (Domesday Book) år 1086, och kallades då Olsendone.